# Rhegminornis calobates
Rhegminornis calobates — вимерлий вид куроподібних птахів родини Фазанові (Phasianidae). Вид існував у ранньому міоцені у Північній Америці (20-16 млн років тому). Вид описаний по фрагменту кінцівок — кістці tarsometatarsus, яку знайдено у відкладеннях формування Thomas Farm у Центральній Флориді, США. Вид був родичем сучасного індика, але набагато меншого розміру. Знахідка решток виду показала, що підродина Індикові (Meleagridinae) має довшу еволюційну історії ніж вважалось раніше.